# Campionat del Món d'hoquei sobre gel masculí sub 20
El Campionat del Món d'hoquei gel masculí sub 20 és la màxima competició internacional per a seleccions masculines d'hoquei sobre gel amb jugadors de menys de 20 anys. És organitzat per la International Ice Hockey Federation (IIHF). La competició data de l'any 1974, encara que no es considera oficial fins al 1977 i es disputa anualment.

## Història
Els 3 primers campionats (oficiosos) els disputaren els mateixos 6 equips, encara que amb l'absència dels Estats Units el 1976. A partir de 1977 s'oficialitza la competició amb 8 participants i el descens del darrer classificat cada any, substituït pel campió del Mundial B. En 1996 s'amplia a 10 els participants i entre 2003 i 2011 es produeixen 2 ascensos i 2 descensos cada temporada per a tornar de nou a un anual des de 2012.

## Sistema de competició
- 1974-76: Campionats no oficials
- 1974-77 i 1982-92: Lliga de tots contra tots
- 1978-81: 2 grups de 4 seleccions, els 2 millors de cada grup pel campionat i els 2 pitjors pel descens, només el 1978 es jugà la final entre els 2 millors del grup pel títol
- L'últim classificat del grup per al descens (1978-81) o del grup únic (1982-92) descendeix (▼) al Mundial B i el campió d'aquest campionat ascendeix (▲) al Mundial absolut

| Seleccions          | 1974   | 1975   | 1976   | 1977   | 1978   | 1979   | 1980   | 1981   | 1982   | 1983   | 1984   | 1985   | 1986   | 1987   | 1988   | 1989   | 1990   | 1991   | 1992   | 1993   | Grup Títol | Grup Descens | Finals |
| ------------------- | ------ | ------ | ------ | ------ | ------ | ------ | ------ | ------ | ------ | ------ | ------ | ------ | ------ | ------ | ------ | ------ | ------ | ------ | ------ | ------ | ---------- | ------------ | ------ |
| Canadà              | Bronze | Argent | Argent | Argent | Bronze | 5a     | 5a     | 7a     | Or     | Bronze | 4a     | Or     | Argent | Dq     | Or     | 4a     | Or     | Or     | 6a     | Or     | 1          | 3            |        |
| Unió Soviètica      | Or     | Or     | Or     | Or     | Or     | Or     | Or     | Bronze | 4a     | Or     | Or     | Bronze | Or     | Dq     | Argent | Or     | Argent | Argent | *      | 6a*    | 4 (3)      |              | 1 (1)  |
| Finlàndia           | Argent | 5a     | 4a     | 4a     | 6a     | 4a     | Argent | Argent | Bronze | 6a     | Argent | 4a     | 6a     | Or     | Bronze | 6a     | 4a     | 5a     | 4a     | 5a     | 3          | 1            |        |
| Estats Units        | 5a     | 6a     |        | 7a     | 5a     | 6a     | 7a     | 7a     | 6a     | 5a     | 6a     | 6a     | Bronze | 4a     | 6a     | 5a     | 7a     | 4a     | Bronze | 4a     |            | 4            |        |
| Suècia              | 4a     | Bronze | 5a     | 5a     | Argent | Bronze | Bronze | Or     | 5a     | 4a     | 5a     | 5a     | 5a     | Bronze | 5a     | Argent | 5a     | 6a     | Argent | Argent | 4 (1)      |              | 1      |
| Txecoslovàquia      | 6a     | 4a     | Bronze | Bronze | 4a     | Argent | 4a     | 4a     | Argent | Argent | Bronze | Argent | 4a     | Argent | 4a     | Bronze | Bronze | Bronze | 5a     | *      | 4          |              |        |
| Suïssa              |        |        |        |        | 8a▼    | ▲      | 8a▼    | ▲      | 8a▼    | ▲      | 8a▼    | ▲      | 7a     | 6a▼    |        |        | ▲      | 7a     | 8a▼    | ▲      |            | 2 (2)        |        |
| Alemanya Occidental |        |        |        | 6a     | 7a     | 7a     | 6a     | 5a     | 7a     | 7a     | 7a     | 7a     | 8a▼    | ▲      | 7a     | 8a▼    |        | ▲      | 7a*    | 7a*    |            | 4            |        |
| Polònia             |        |        |        | 8a     |        |        |        |        |        |        | ▲      | 8a▼    | ▲      | 5a     | 8a▼    | ▲      | 8a▼    |        |        |        |            |              |        |
| Noruega             |        |        |        |        | ▲      | 8a▼    |        |        | ▲      | 8a▼    |        |        |        |        | ▲      | 7a     | 6a     | 8a▼    |        |        |            | 1 (1)        |        |
| Àustria             |        |        |        |        |        |        | ▲      | 8a▼    |        |        |        |        |        |        |        |        |        |        |        |        |            | 1 (1)        |        |
| Japó                |        |        |        |        |        |        |        |        |        |        |        |        |        |        |        |        |        |        | ▲      | 8a▼    |            |              |        |

* (1992) Unió Soviètica = Comunitat d'Estats Independents / Alemanya Occidental = Alemanya
* (1993) Unió Soviètica = Rússia / Txecoslovàquia = Txèquia+Eslovàquia / Alemanya Occidental = Alemanya
Sistema de competició (continuació)
- 1994-95: Lliga tots contra tots
- 1996-97 i 1999: 2 grups de 5 seleccions, els 2 últims de cada grup juguen el grup del descens i baixa l'últim. Els segons i tercers juguen quarts de final. Els perdedors per la 5é lloc i els guanyadors semifinals amb els primers de grup
- 1998, 2000-02: 2 grups de 5 seleccions, els últims de cada grup juguen els partits pel descens. Els altres 4 quarts de final. Perdedors als llocs 5-8 per eliminatòries i guanyadors a semifinals
- 2003-11: 2 grups de 5 seleccions, els 2 últims de cada grup al grup pel descens i baixen els 2 últims. Els segons i tercers juguen quarts de final. Els perdedors per la 5é lloc i els guanyadors semifinals amb els primers de grup
- 2012-13: Igual que 2003-11 pero no méx descendeix l'últim del grup pel descens
- 2014-15: 2 grups de 5 seleccions, els últims de cada grup juguen els partits pel descens. Els altres 4 a quarts de final. No hi ha definició per competició dels llocs 5é al 8é

| Seleccions   | 1994   | 1995   | 1996   | 1997   | 1998   | 1999   | 2000   | 2001   | 2002   | 2003   | 2004   | 2005   | 2006   | 2007   | 2008   | 2009   | 2010   | 2011   | 2012   | 2013   | 2014   | 2015   | Grup o partit pel descens | 1/4 de final | Llocs 5 al 8 | Pel 7é lloc | Pel 5é lloc | Semi-finals | Partits pel bronze | Finals |
| ------------ | ------ | ------ | ------ | ------ | ------ | ------ | ------ | ------ | ------ | ------ | ------ | ------ | ------ | ------ | ------ | ------ | ------ | ------ | ------ | ------ | ------ | ------ | ------------------------- | ------------ | ------------ | ----------- | ----------- | ----------- | ------------------ | ------ |
| Canadà       | Or     | Or     | Or     | Or     | 8a     | Argent | Bronze | Bronze | Argent | Argent | Argent | Or     | Or     | Or     | Or     | Or     | Argent | Argent | Bronze | 4a     | 4a     | Or     |                           | 10(9)        | 1            | 1           |             | 19(14)      | 5(3)               | 14(8)  |
| Rússia       | Bronze | Argent | Bronze | Bronze | Argent | Or     | Argent | 7a     | Or     | Or     | 5a     | Argent | Argent | Argent | Bronze | Bronze | 6a     | Or     | Argent | Bronze | Bronze | Argent |                           | 15(12)       | 1            | 1(1)        | 2(1)        | 17(11)      | 6(6)               | 11(4)  |
| Finlàndia    | 4a     | 4a     | 6a     | 5a     | Or     | 5a     | 7a     | Argent | Bronze | Bronze | Bronze | 5a     | Bronze | 6a     | 6a     | 7a     | 5a     | 6a     | 4a     | 7a     | Or     | 7a     | 2                         | 18(8)        | 1            | 1(1)        | 8(4)        | 8(3)        | 5(4)               | 3(2)   |
| Estats Units | 6a     | 5a     | 5a     | Argent | 5a     | 8a     | 4a     | 5a     | 5a     | 4a     | Or     | 4a     | 4a     | Bronze | 4a     | 5a     | Or     | Bronze | 7a     | Or     | 5a     | 5a     | 2                         | 14(7)        | 3(3)         |             | 5(5)        | 11(4)       | 7(2)               | 4(3)   |
| Suècia       | Argent | Bronze | Argent | 8a     | 6a     | 4a     | 5a     | 4a     | 6a     | 8a     | 7a     | 6a     | 5a     | 4a     | Argent | Argent | Bronze | 4a     | Or     | Argent | Argent | 4a     | 3                         | 10(5)        | 3(3)         |             | 5(2)        | 12(6)       | 6(1)               | 6(1)   |
| Txèquia      | 5a     | 6a     | 4a     | 4a     | 4a     | 7a     | Or     | Or     | 7a     | 6a     | 4a     | Bronze | 6a     | 5a     | 5a     | 6a     | 7a     | 7a     | 5a     | 5a     | 6a     | 6a     | 3                         | 16(6)        | 1            | 1(1)        | 7(4)        | 7(2)        | 6(1)               | 2(2)   |
| Suïssa       | 8a▼    | ▲      | 9a     | 7a     | Bronze | 9a     | 6a     | 6a     | 4a     | 7a     | 8a     | 8a     | 7a     | 7a     | 9a▼    | ▲      | 4a     | 5a     | 8a     | 6a     | 7a     | 9a     | 11(1)                     | 8(3)         | 2(2)         |             | 4(1)        | 3           | 2(1)               |        |
| Alemanya     | 7a     | 7a     | 8a     | 9a     | 10a▼   |        |        |        | ▲      | 9a▼    | ▲      | 9a▼    | ▲      | 9a▼    | ▲      | 9a▼    | ▲      | 10a▼   | ▲      | 9a     | 9a     | 10a▼   | 11(7)                     |              |              |             |             |             |                    |        |
| Polònia      |        |        | ▲      | 10a▼   |        |        |        |        |        |        |        |        |        |        |        |        |        |        |        |        |        |        | 1(1)                      |              |              |             |             |             |                    |        |
| Noruega      |        |        |        |        |        |        |        |        |        |        |        | ▲      | 10▼    |        |        |        | ▲      | 9a▼    |        | ▲      | 10a▼   |        | 3(3)                      |              |              |             |             |             |                    |        |
| Àustria      |        |        |        |        |        |        |        |        |        | ▲      | 9a▼    |        |        |        |        | ▲      | 10a▼   |        |        |        |        |        | 2(2)                      |              |              |             |             |             |                    |        |
| Ucraïna      | ▲      | 8a     | 10a▼   |        |        | ▲      | 10a▼   |        |        | ▲      | 10a▼   |        |        |        |        |        |        |        |        |        |        |        | 4(3)                      |              |              |             |             |             |                    |        |
| Eslovàquia   |        | ▲      | 7a     | 6a     | 9a     | Bronze | 9a     | 8a     | 8a     | 5a     | 6a     | 7a     | 8a     | 8a     | 7a     | 4a     | 8a     | 8a     | 6a     | 8a     | 8a     | Bronze | 9                         | 9(2)         | 2            | 2           | 3(1)        | 2           | 3(2)               |        |
| Kazakhstan   |        |        |        | ▲      | 7a     | 6a     | 8a     | 10a▼   |        |        |        |        |        | ▲      | 8a     | 10a▼   |        |        |        |        |        |        | 3(2)                      | 3            | 2            | 2(1)        | 1           |             |                    |        |
| Belarús      |        |        |        |        | ▲      | 10a▼   | ▲      | 9a     | 9a     | 10▼    | ▲      | 10a▼   | ▲      | 10▼    |        |        |        |        |        |        |        |        | 6(4)                      |              |              |             |             |             |                    |        |
| França       |        |        |        |        |        |        |        | ▲      | 10▼    |        |        |        |        |        |        |        |        |        |        |        |        |        | 1(1)                      |              |              |             |             |             |                    |        |
| Letònia      |        |        |        |        |        |        |        |        |        |        |        | ▲      | 9a▼    |        | ▲      | 8a     | 9a▼    | ▲      | 9a     | 10a▼   |        |        | 5(3)                      |              |              |             |             |             |                    |        |
| Dinamarca    |        |        |        |        |        |        |        |        |        |        |        |        |        | ▲      | 10a▼   |        |        | ▲      | 10a    |        | ▲      | 8a     | 3(2)                      | 1            |              |             |             |             |                    |        |

Entre parèntesis es fan constar les vegades que cada selecció ha baixat al Mundial B respecte de les que ha disputat el grup o els partit de descens, els partits pel 5é lloc respecte als partits pels llocs 5 al 8 i les vegades que han guanyat respectivament els partits de quarts de final, pel 7é lloc, pel 5é lloc, les semifinals, els partits pel bronze i les finals respecte al total de disputats en cada cas.
El nombre de semifinals disputades no coincideix amb el d'eliminatòries de quarts de final superades, ja que en 1996, 1997, 1999 i entre 2003 i 2013 els primers de grup pasen directament a semifinals. El mateix que amb els llocs 5é al 8é definit segons l'any per lligueta, eliminatòries o per la classificació a la primera fase.

## Palmarés
| Selecció                         | Or      | Argent | Bronze | Medalles | Darrer títol | Darrera medalla | Anys al Mundial "A" |
| -------------------------------- | ------- | ------ | ------ | -------- | ------------ | --------------- | ------------------- |
| Canadà                           | 16      | 10     | 6      | 32       | 2015         | 2015            | 42                  |
| Rússia · Unió Soviètica · Total  | 4 12 16 | 8 3 11 | 7 2 9  | 19 17 36 | 2011         | 2015            | 23 19 42            |
| Finlàndia                        | 3       | 5      | 6      | 14       | 2014         | 2014            | 42                  |
| Estats Units                     | 3       | 1      | 4      | 8        | 2013         | 2013            | 42                  |
| Suècia                           | 2       | 10     | 6      | 18       | 2012         | 2014            | 42                  |
| Txèquia · Txecoslovàquia · Total | 2 0 2   | 0 5    | 1 7 8  | 3 12 15  | 2001         | 2005            | 22 20 42            |
| Eslovàquia                       | 0       | 0      | 2      | 2        |              | 2015            | 20                  |
| Suïssa                           | 0       | 0      | 1      | 1        |              | 1998            | 28                  |

Es comptabilitzen els 3 primers campionats (1974-76) no oficials: Unió Soviètica (3 ors), Canadà (2 plates i 1 bronze), Finlàndia (1 plata), Suècia i Txecoslovàquia (1 bronze)